# María Fernanda D'Ocón
María Fernanda Conejos Gómez, conocida como María Fernanda D'Ocón (Valencia, 2 de noviembre de 1931-Gualba, Barcelona, 24 de marzo de 2022) fue una actriz española. Desarrolló una destacada carrera en el teatro —obtuvo en dos ocasiones el Premio Nacional de Teatro, entre otros galardones—, demostrando excelentes aptitudes tanto para la comedia como para la tragedia, con un repertorio muy variado. Actuó también en la televisión, desde sus inicios en España, y en menor medida, en el cine.

## Biografía
Actriz eminentemente teatral y con una trayectoria igualmente sólida en televisión, sus apariciones en cine fueron mucho más escasas. Estuvo casada con el director de escena Mario Antolín.

## Obra

### Teatro
Considerada una de las grandes damas de la escena en España, fue primera actriz durante diez años del Teatro Nacional María Guerrero y galardonada con el Premio Mayte de Teatro, dos veces con el Premio Nacional de Teatro, otras dos con el Premio Miguel Mihura (1988 y 2001) y una vez el Premio Memorial Margarita Xirgu (1973).
Comenzó su actividad artística en el T.E.U. y debutó profesionalmente con la obra Maribel y la extraña familia de Miguel Mihura.
Pueden destacarse, entre las obras en las que ha intervenido:
- Lo invisible (1954) de Azorín
- Juan Gabriel Borkman (1954), de Ibsen
- Cecilia o la escuela de los padres (1954)
- ¿Quiere usted jugar con mí? (1958)
- Melocotón en almíbar (1962).
- Los derechos de la mujer (1962)[3]
- El arrogante español (1964).[4]
- La sirena varada (1965)
- El señor Adrián, el primo (1966)[5]
- La dama duende (1966)[6]
- Los malhechores del bien (1966).
- Así es (si así os parece) (1967).
- Los bajos fondos (1968).
- Cuatro corazones con freno y marcha atrás (1968).
- El círculo de tiza caucasiano (1971).
- Antígona
- Misericordia (1972)
- Los caciques (1972).
- Marta la piadosa (1973).
- La feria de Cuernicabra (1975).
- Delirio del amor hostil (1978).
- El caballero de Olmedo (1984).
- La hoja roja (1986).
- Leticia y los peces rojos (1991), intercambiando su papel en cada representación con Amparo Baró.
- Cena para dos (1993)[7]
- Los bosques de Nyx (1994).
- Yo me bajo en la próxima, ¿y usted? (1995).
- Eutanasio (1996), donde interpreta cuatro papeles distintos.
- Las bacantes de Eurípides (1997) en el Teatro Clásico de Mérida.
- Mi hijo y yo (2009).
- Tartufo (1998), en versión de Fernando Fernán Gómez.
- Misericordia (2001).
- Antígona (2003).

### Cine
Debutó en la gran pantalla con la película El alcalde de Zalamea (1954), una adaptación del clásico de Calderón de la Barca dirigida por José Luis Gutiérrez Maesso. Sin embargo, su carrera cinematográfica no tendría excesiva continuidad. Rodó solo nueve películas en cuarenta años de carrera:
- El alcalde de Zalamea (1954) de José Luis Gutiérrez Maeso.
- Sucedió en Sevilla (1955), de José Luis Gutiérrez Maeso.
- Historia de un hombre (1961), de Clemente Pamplona.
- Canción de juventud (1962), de Luis Lucia.
- Las 4 bodas de Marisol (1967), de Luis Lucia.
- El otro árbol de Guernica (1969), de Pedro Lazaga.
- Don Quijote cabalga de nuevo (1973), de Roberto Gavaldón.
- Caminos de tiza (1989), de José Luis Pérez Tristán.
- Mala yerba (1991), de José Luis Pérez Tristán.

En 1988 fue nominada como mejor actriz protagonista a los Premios Goya por su papel en Caminos de tiza.

### Televisión
Estuvo considerada como una de las pioneras de la televisión en España. Su rostro era ya habitual en la pantalla de Televisión española a los pocos meses de la inauguración de la primera cadena del país. Desde 1957 participaba en varios espacios dramáticos rodados en la entonces sede de TVE, situada en el Paseo de La Habana de Madrid. Ese mismo año protagonizaba una de las primeras series de TV españolas: Los Tele-Rodríguez, de Arturo Ruiz Castillo, junto a Mario Antolín, así como la adaptación de la novela Oliver Twist, de Charles Dickens, a las que seguiría la primera temporada de Palma y Don Jaime, junto a Antonio Casal.
En los años sesenta y setenta interviene en numerosos espacios de teatro televisado emitidos a través de Teatro de siempre o Estudio 1, que le permite interpretar de Tirso de Molina, Miguel Mihura, Carlos Arniches...Especialmente recordada fue su interpretación del papel de Benigna en la obra Misericordia de Benito Pérez Galdós, coprotagonizada junto a José Bódalo y emitida en Estudio 1 el 25 de abril de 1977. Ambos actores repetían personaje interpretado en teatro cinco años antes.
También protagonizó otro clásico de la televisión: la obra de terror El televisor (1974), dirigida por Chicho Ibáñez Serrador dentro de la serie Historias para no dormir y en la que interpretaba a la abnegada esposa de un enloquecido Narciso Ibáñez Menta.
Entre 1979 y 1981 se puso al frente del reparto del programa infantil La mansión de los Plaff. Con posterioridad intervino en la serie Dime que me quieres (2001) en Antena 3.